# Kamp Hoogboom
Das Kamp Hoogboom war ein Militärgelände in der belgischen Gemeinde Kapellen.
Während den Olympischen Sommerspielen 1920 in Antwerpen fanden auf dem Gelände die Schießwettkämpfe in den Disziplinen Trap und Laufender Hirsch statt.